# Aネオエキサイトジャック
Aネオエキサイトジャック（えー - ねおえきさいとじゃっく）は、2007年11月にニューギンから発売されたデジパチタイプのパチンコ。

## 概要
1993年に発売された『エキサイトジャック』の後継機として登場した。リールが4つに増え、演出が多彩になった。
機種名の頭に「A」がつく通り、甘デジ専用機種である。
大当たり終了後に突入する「チャレンジタイム」、「JACKPOT TIME」、「SUPER JACKPOT TIME」の3種類の連荘システムが特徴。

## 図柄
- 7
- POWER JACK
- ORANGE CHERRY JACK
- CHANCE
- JACK（星）
  - 「7」と「POWER JACK」は、3つ揃いで5ラウンド大当たり、4つ揃いで10ラウンド大当たり。中央の2つのリールは2コマ分の大きさ（DOUBLE CHARM）となっている。
  - 「ORANGE CHERRY JACK」と「CHANCE」、「JACK（星）」は、4つ揃いで5ラウンド大当たり。

## 演出

### 予告
ツルツルすべり予告
変動開始時にリールにすべりが発生する。すべるリールが増えていくほと信頼度が高くなる。
ウィング予告
激しいフラッシュと共に中央の2つのリールが停止する。発展するほと信頼度が高くなる。
ホールド予告
擬似連続予告。全リール停止後に「ホールド」の音声が流れる。ホールドされる図柄が増えていくほと信頼度が高くなる。
消灯予告
リール停止時にバックライトが消灯する。4リールすべて消灯すると全消灯となり、全回転リーチに発展する。
バウンド予告
リール停止時に図柄がバウンドする。バウンドが大きければ大きいほど信頼度が高くなる。
逆順停止予告
通常左から停止する図柄が、右から停止するとリーチが確定する。
アゲアゲフラッシュ予告
リーチと共に大量のコイン音が鳴り響き、盤面全体のLEDが激しくフラッシュする信頼度の高い予告。

### リーチ
ノーマルリーチ
もっとも信頼度の低いリーチ。
コマ送りリーチ
ノーマルリーチから発展する。LEDのカウントダウンに合わせて図柄が変動する。
ダブルウィングリーチ
スーパーリーチの一つ。中央の2つのリールが揃い、左右のリールが逆回転する。
追っかけリーチ
スーパーリーチの一つ。中央の2つのリールを左右のリールが追いかける。
全回転リーチ
大当たり確定のスーパーリーチ。全消灯から発展する。虹色の光と共に図柄が同調する。

## スペック

### Aネオエキサイトジャック ZX
- 大当たり（特別電動役物（アタッカー）の開放）確率：1/84.25
- 小当たり（普通電動役物（電動チューリップ）の開放）確率：106/107
- 賞球数：3（上始動口） & 4（下始動口） & 10（普通入賞口） & 14（大入賞口）
- ラウンド（大当たり1回あたりの、特別電動役物の開放回数）：5 or 10ラウンド
- カウント（特別電動役物の開放1回あたりの、概ねの入賞個数）：8カウント
- 時短：大当たり終了後20 or 50 or 100回転
  - 通常時に5ラウンド大当たりを引くと、20回転のチャレンジタイムに突入する。
  - チャレンジタイム中に5ラウンド大当たりを引くと、50回転のJACKPOT TIMEに突入する。
  - 状態に関係なく10ラウンド大当たりを引くと、100回転のSUPER JACKPOT TIMEに突入する。
- 特別図柄の変動時間
  - 通常時
    - 保留0～2個：12.1秒
    - 保留3個：6.5秒
    - 保留4個：3.1秒

  - 時短中
    - 保留0個：6.5秒
    - 保留1～4個：3.1秒

  - リーチ：17.9～76.1秒
- 普通図柄の変動時間
  - 通常時：29.2秒
  - 時短中：1.0秒
- 小当たり1回あたりの、普通電動役物の開放時間及び回数
  - 通常時：0.3秒×1回
  - 時短中：1.2秒×3回（インターバル1.3秒×2回）

### CR Aネオエキサイトジャック N-VX
- 大当たり確率
  - （低確率）：1/99.25
  - （高確率）：1/18.9
- 小当たり確率
  - （低確率）：5/107
  - （高確率）：106/107
- 賞球数：3（上始動口） & 4（下始動口） & 10（普通入賞口） & 14（大入賞口）
- ラウンド：5 or 10ラウンド
- カウント：8カウント
- 大当たりの確変割合：40/100（40%、ST10000回転）
- 大当たりの内訳
  - 10ラウンド確変⇒10%
  - 5ラウンド確変⇒30%
  - 5ラウンド通常⇒60%
- リミット：なし
- 時短：通常大当たり終了後10 or 100回転
  - 通常時に5ラウンド大当たりを引くと、10回転のチャレンジタイムに突入する。確変大当たりだった場合は、チャレンジタイムが終了しても大当たり確率は高確率状態のままとなる。
  - チャレンジタイム中に5ラウンド大当たりを引くと、100回転のJACKPOT TIMEに突入する。確変大当たりだった場合は、チャレンジタイムが終了しても大当たり確率は高確率状態のままとなる。
  - 状態に関係なく10ラウンド大当たりを引くと、10000回転のSUPER JACKPOT TIMEに突入する。
- 特別図柄の変動時間
  - 低確率（小当たり）時
    - 保留0～2個：12.1秒
    - 保留3個：6.5秒
    - 保留4個：3.1秒

  - 高確率（小当たり）時
    - 保留0個：6.5秒
    - 保留1～4個：3.1秒

  - リーチ：17.9～76.1秒
- 普通図柄の変動時間
  - 低確率（小当たり）時：10秒
  - 高確率（小当たり）時：1.0秒
- 小当たり1回あたりの、普通電動役物の開放時間及び回数
  - 低確率（小当たり）時：0.2秒×1回
  - 高確率（小当たり）時：1.8秒×3回